# 卷葉曲背蘚
卷葉曲背蘚（学名：Oncophorus crispifolius）为曲尾蘚科曲背蘚屬下的一个种。